# Quione
Quione é o nome de vários personagens da mitologia grega.
- Quione (Boréade), a deusa da neve, filha de Bóreas e Oreitia.
- Quíone, filha de Dedalion, disputada por Hermes e Apolo. Teve um filho de cada, respectivamente Autólico e Filamon. Tornou-se orgulhosa de sua beleza e foi morta por Ártemis.
- Quione, filha de Calirroé e Neilus[1]